# Pedrocortesella temperata
Pedrocortesella temperata är en kvalsterart som beskrevs av P. Balogh 1985. Pedrocortesella temperata ingår i släktet Pedrocortesella och familjen Licnodamaeidae. Inga underarter finns listade i Catalogue of Life.